# Теодор Альбрехт
Теодор Пауль Альбрехт (нім. Theodor Paul Albrecht, більше відомий як Theo Albrecht; 28 березня 1922, Ессен — 24 липня 2010, Ессен) — німецький підприємець, засновник мережі продовольчих магазинів-дискаунтерів Aldi, один з найбагатших людей Європи.
Торгівлею продуктами Теодор Альбрехт і його брат Карл зайнялися після Другої світової війни. Брати, що повернулися з фронту до рідного Ессена, отримали в управління невеликий магазин, що належав їхній родині. До 1950 року у братів Альбрехт було вже 13 продовольчих магазинів.
Перші магазини, що носять назву Aldi (скорочення від Albrecht Discount) відкрилися у ФРН на початку 1960-х років. Магазини Aldi зробили ставку на продаж обмеженого асортименту повсякденних продуктів за вкрай вигідною ціною. Станом на 2010 рік тільки в Німеччині працюють понад 4 тисячі магазинів Aldi, крім того, Альбрехтам належить американська мережа Trader Joe's, що налічує близько тисячі магазинів.
Карл і Теодор Альбрехти регулярно очолювали список найбагатших людей Німеччини, а також входили до числа найбагатших людей Європи і світу. Журнал Forbes в 2010 році оцінив стан Теодора Альбрехта в 16,7 мільярда доларів, а його брата Карла — в 23,5 мільярда.
Брати Альбрехт також були відомі як украй скритні люди, що уникали будь-якої згадки в ЗМІ про їхнє особисте життя. Політика непублічності поширюється і на компанію Альбрехтів, яка не розкриває інформацію про свою роботу.
Одним з небагатьох фактів з життя Теодора Альбрехта, відомих широкій публіці, є його викрадення з метою викупу у 1971 році. Викрадачі відпустили його через 17 днів, отримавши викуп у 7 мільйонів марок.
Теодор Альбрехт помер у віці 88 років у своєму будинку в Ессені 24 липня 2010; похований на міському кладовищі. За даними німецьких ЗМІ, церемонія похорону пройшла 28 липня в обстановці суворої секретності.